# Raport z oblężonego Miasta
Raport z oblężonego Miasta i inne wiersze – szósty tom poetycki Zbigniewa Herberta, wydany przez Instytut Literacki w Paryżu w 1983 roku. W Polsce w „drugim obiegu” od 1983 roku; pierwsze wydanie krajowe w 1992 roku (Wydawnictwo Dolnośląskie). Tom był tłumaczony na osiem języków.
Najstarsze wiersze (Co widziałem, Ze szczytu schodów) pochodzą z 1956 roku, jednak większość utworów została napisana w Berlinie pod wpływem grudnia 1981. Jak zauważył Maciej Stanaszek, postać Pana Cogito – w przeciwieństwie do poprzedniego tomu – została zepchnięta na margines. Podstawowym tematem tomu jest Polska i jej historia, obejmująca dwieście lat niewoli (zabory, II wojna światowa, okres powojenny).
Część wierszy stała się tekstami piosenek Przemysława Gintrowskiego, m.in. z płyty Raport z oblężonego miasta.

## Spis utworów
- Co widziałem
- Ze szczytu schodów
- Dusza Pana Cogito
- Tren
- Do rzeki
- Dawni Mistrzowie
- Modlitwa Pana Cogito – podróżnika
- Pan Cogito – powrót
- Pan Cogito i wyobraźnia
- In memoriam Nagy László
- Do Ryszarda Krynickiego – list
- Pan Cogito a długowieczność
- Pan Cogito o cnocie
- Wstydliwe sny
- Przeczucia eschatologiczne Pana Cogito
- Kołysanka
- Fotografia
- Babylon
- Boski Klaudiusz
- Potwór Pana Cogito
- Mordercy królów
- Damastes z przydomkiem Prokrustes mówi
- Anabaza
- Porzucony
- Beethoven
- Pan Cogito myśli o krwi
- Pan Cogito z Marią Rasputin – próba kontaktu
- Proces
- Izydora Duncan
- Posłaniec
- 17 IX
- Pan Cogito o potrzebie ścisłości
- Potęga smaku
- Pan Cogito – zapiski z martwego domu
- Raport z oblężonego Miasta